# Variance II: "The Torsten the Beautiful Libertine" remixes
Variance II: "The Torsten the Beautiful Libertine" remixes es el álbum de remezclas de Torsten the Beautiful Libertine la banda sonora del musical del mismo nombre, escrita por Barney Ashton-Bullock, con música de Christopher Frost y cantada íntegramente por Andy Bell, cantante de Erasure.

## Listado de canciones
| Part One - Senseless Symphony | |          |  |
| N.º                           | Título | Duración |  |
| 1.                            | «Senseless / I Am Torsten / Freshly Buggered / Society, Society / Pre-Op, Post-Silicon / Extracurricular Affirmation / That Judas Kiss» |          |  |

| Part Two - The Remixes |                                                      |          |  |
| N.º                    | Título                                               | Duración |  |
| 2.                     | «My Precious One» (Hulda Remix)                      |          |  |
| 3.                     | «Queercore!» (con Lana Pillay -Matt Pop Club Remix-) |          |  |
| 4.                     | «Photos of Daniel» (Analog Nord Remix)               |          |  |
| 5.                     | «My Precious One» (Vince Clarke Remix)               |          |  |
| 6.                     | «The Slums We Loved» (Barry Harris Remix)            |          |  |
| 7.                     | «We Were Singing Along to Liza» (Shelter Remix)      |          |  |
| 8.                     | «Beautiful Libertine» (Joe Gauthreaux Stadium Remix) |          |  |
| 9.                     | «My Precious One» (Extended Semi-Acoustic Version)   |          |  |
| 10.                    | «Queercore!» (con Lana Pillay -Matt Pop Radio Mix-)  |          |  |